# Guadalupe Ortiz de Landázuri Fernández de Heredia
Guadalupe Ortiz de Landázuri Fernández de Heredia (Madrid, 12 de desembre de 1912 - Pamplona, 16 de juliol de 1975) va ser doctora en Química, catedràtica de mestratge Industrial, i investigadora en l'àmbit de la química aplicada, concretament en la cerca de materials refractaris aïllants per disminuir el consum d'energia i en el sector dels tèxtils. Va ser proclamada venerable per l'Església catòlica el 2017 i el juny de 2018 es va aprovar un miracle ocorregut a Barcelona per la seva intercessió. La cerimònia de beatificació va ser el 18 de maig del 2019 a Madrid.

## Biografia
Filla de Manuel Ortiz de Landázuri García, militar del Cos d'Infanteria i d'Eulogia Fernández d'Heredia i Gastañaga. Tingué tres germans més grans que ella: Manuel, Eduardo i Francisco d'Assís. Durant la seva infància va viure en diversos llocs als quals va haver d'anar el seu pare per motius de feina: Madrid, Larraix, Segòvia i Tetuán. Comença a estudiar el batxillerat al Col·legi Nostra Senyora del Pilar, que tenien els maristes de Tetuán. I quan el seu pare és ascendit a tinent coronel, i traslladat a Madrid el 1932, ella continua els seus estudis en l'Institut Miguel de Cervantes, del carrer Prim, on conclourà els seus estudis al juny de 1933. Aquest any comença la llicenciatura en Ciències Químiques a la Universitat Central de Madrid.
El començament de la Guerra Civil interromp els seus estudis universitaris. El 8 de setembre de 1936, el seu pare és afusellat a la Presó Model de Madrid. Ella l'acompanya la nit anterior amb la seva mare i el seu germà Eduardo. I es trasllada a Valladolid el 1937, amb la seva mare, on romandrà fins al final de la guerra.
El 1940, acaba la carrera de Ciències Químiques, i comença a fer classe en el Liceu Francès i en el col·legi de la Bienaventurada Madre de Dios, a Madrid. El 19 de març de 1944 demana l'admissió a l'Opus Dei com a numerària. El 1945 marxa a Bilbao, on es farà càrrec del centre de l'administració del Col·legi Major Abando. El 1947 comença a Madrid la residència universitària Zurbarán, sent la primera directora d'aquest col·legi major; i es matricula en els cursos de doctorat.
El 5 de març de 1950 arriba a Mèxic per formar part del govern de la prelatura. L'1 d'abril s'obre la primera residència femenina del Opus Dei a Mèxic, anomenada Copenhaguen. Allà coneix a Ernestina de Champourcin, que sol·licitarà la seva admissió a l'Opus Dei el 1952. A Mèxic, engega Montefalco, una antiga casa en ruïnes, situada a l'Estat de Morelos, on organitza activitats de promoció social i humana entre els habitants de la zona., Assisteix al I Congrés General del Opus Dei, celebrat a Los Rosales, Madrid (11-13 d'octubre de 1953); i a l'II Congrés General, celebrat a Roma (24 d'octubre de 1956). Allí és nomenada sotssecretària de l'Assessoria Central i es queda a viure a Roma. Aquest any emmalalteix del cor.
El 1958 torna a Espanya. Entre 1962 i 1964 fa classes de Física a l'Institut Ramiro de Maeztu. L'1 d'octubre de 1964 comença a fer classes de Matemàtiques, Física i Química a l'Escola Femenina de Mestratge Industrial, com a professora adjunta de Ciències, amb caràcter provisional. Al juny de 1965 defensa la seva tesi doctoral en Ciències Químiques sobre els "Refractaris aïllants en cendres de pellofa d'arròs", obtenint excel·lent cum laude. El 1967 obté la plaça de Catedràtic numerari de Ciències, a l'Escola Femenina de Mestratge Industrial. A l'any següent participa en la planificació i posada en marxa del Centre d'Estudis i Recerca en Ciències Domèstiques (CEICID), on serà sotsdirectora i professora de Química de Tèxtils.
L'1 de juliol de 1975 és operada a la Clínica Universitat de Navarra, i es quedarà a l'UVI fins al dia 4. El 14 de juliol pateix una insuficiència respiratòria, que s'agreuja gradualment, i mor a les 6.30 hores del 16 de juliol. El 23 de juliol mor la seva mare en la mateixa Clínica.

## Causa de canonització
El 6 de gener de 2001, Javier Echevarría Rodríguez va demanar l'obertura de la causa de canonització i el 18 de novembre, Arquebisbat de Madrid va iniciar el procés. El procés sobre la vida, virtuts i fama de santedat es va instruir a Madrid entre el 18 de novembre de 2001 i el 18 de març de 2005, interrogant 32 testimonis de Madrid i 22 a Ciutat de Mèxic. El 17 de febrer de 2006 la Congregació de les Causes dels Sants va atorgar validesa al procés i el 4 d'agost de 2009 es va presentar la seva vida i virtuts. El 7 de juny de 2016, el congrés dels consultors teòlegs va avalar l'exercici heroic de les virtuts. El 2 de maig de 2017, la sessió ordinària dels cardenals i bisbes es va pronunciar en el mateix sentit. El 4 de maig de 2017, el Papa Francesc, amb el vot favorable de la Congregació de les Causes dels Sants, va autoritzar la publicació del decret per declarar venerable a Guadalupe. El 8 de juny de 2018, amb l'autorització del papa Francesc, la Congregació de les Causes dels Sants va promulgar un decret sobre el miracle atribuït a la seva intercessió per permetre la seva beatificació, que va ser el 18 de maig del 2019.
La curació que el Vaticà va considerar que no té explicació mèdica i, per tant, va reconèixer com un miracle va ser a Barcelona. Per aquest motiu la fase d'investigació va ser a Barcelona, liderada pel cardenal Lluís Martínez Sistach entre el 25 de maig de 2007 i el 16 de gener de 2008. El procés fou validat per la Congregació de les Causes dels Sants el 24 d'octubre de 2008 i un grup de metges van confirmar el 5 d'octubre de 2017 que no hi havia explicació científica. Un grup de teòlegs va analitzar el cas abans d'afirmar que es tractava d'un miracle obrat per la intercessió de Guadalupe i la Congregació de les Causes dels Sants ho va aprovar el 2 de gener de 2018 i ho va passar al Papa Francesc el 5 de juny de 2018. El Papa Francesc va aprovar el decret que reconeix el miracle el 8 de juny de 2018, el que significa que durant els mesos posteriors se celebrarà la cerimònia de beatificació. El miracle consisteix en la curació instantània, el 2002 a Barcelona, d'Antonio Jesús Sedano Madrid, un home de 76 anys que tenia hora per operar-se a l'Hospital Clínic de Barcelona. El tumor maligne de pell que tenia al costat de l'ull dret va desaparèixer la nit del 28 al 29 de novembre de 2002.